# Congresso Afro-Brasileiro
Em 1934, um ano depois do lançamento do livro Casa Grande & Senzala, o intelectual Gilberto Freyre organizou o 1º Congresso Afro-Brasileiro, na cidade do Recife. O encontro é um marco importante nas disputas discursivas em torno da questão do negro e do mestiço na história brasileira, uma vez que a década de 1930 representou um divisor de águas no (re)posicionamento político dos conceitos de raça e cultura, bem como na afirmação de uma identidade nacional. Na ocasião, estiveram reunidos em Pernambuco intelectuais, artistas, estudantes, cozinheiras, rainhas de maracatú, babalorixás, ialorixás e militantes sociais que foram responsáveis por uma ampla e diversificada programação a partir de exposições artísticas, concerto de música, jantar típico, saídas de campo e debates acadêmicos. 
- SKOLAUDE, Mateus Silva; LIMA, Matheus Silveira. Entre escritos e Eventos: Gilberto Freyre e o Congresso Afro-Brasileiro. Ed. UESB, 2021.Disponível: http://www2.uesb.br/editora/wp-content/uploads/ENTRE-ESCRITOS-E-EVENTOS-.pdf

- I Congresso Afro-Brasileiro em Recife, Pernambuco, 1934<ref>[http://www.eeh2014.anpuh-rs.org.br/resources/anais/30/1404752235_ARQUIVO_Texto-MateusSilvaSkolaude.pdf Identidade Nacional E Historicidade: O 1º Congresso Afro-Brasileiro DE 1934.